# Карабахский драм
Караба́хский дра́м (арм. Արցախյան դրամ) — денежная единица непризнанной Нагорно-Карабахской Республики.
В силу незначительности номинала и ограниченности тиража являются предметом интереса коллекционеров-нумизматов, из-за чего в реальном обращении не использовались и продаются (в том числе и через Интернет) гораздо дороже номинальной стоимости. Основным платёжным средством на территории НКР до прекращения её существования являлся армянский драм, которому карабахский де-юре был равен по номиналу.

## История
- 2004 год — карабахские монеты и банкноты выпущены в продажу в коллекционных целях.
- 2005 год — карабахский драм введён в обращение в качестве платёжного средства[2][3][4][5][6].

## Монеты
«Для обращения» в 2003—2004 годах были выпущены монеты номиналом 50 лум, 1, 5 и 1000 драмов. Гурт у всех монет гладкий. В 2013 году неизвестным эмитентом были выпущены монеты, идентичные им по характеристикам, но отличающиеся по оформлению, информация об этом выпуске в официальных источниках отсутствует.
| Изображение | Номинал  | Материал | Диаметр (мм) | Толщина (мм) | Масса (г) | Реверс                    |
| ----------- | -------- | -------- | ------------ | ------------ | --------- | ------------------------- |
|             | 50 лум   | алюминий | 20,0         | 1,4          | 0,95      | лошадь                    |
|             | 50 лум   | алюминий | 20,0         | 1,4          | 0,95      | антилопа                  |
|             | 1 драм   | алюминий | 21,7         | 1,5          | 1,13      | фазан                     |
|             | 1 драм   | алюминий | 21,7         | 1,5          | 1,13      | св. Григорий              |
|             | 1 драм   | алюминий | 21,7         | 1,5          | 1,13      | леопард                   |
|             | 5 драмов | бронза   | 20,0         | 1,74         | 4,5       | Гандзасарский монастырь   |
|             | 5 драмов | бронза   | 20,0         | 1,74         | 4,5       | монумент «Мы — наши горы» |

## Банкноты
Выпущены банкноты номиналом 2 и 10 драмов.
| Серия 2004 года                                 | Серия 2004 года   | Серия 2004 года  | Серия 2004 года | Серия 2004 года        | Серия 2004 года                                          | Серия 2004 года                                                            | Серия 2004 года |
| Изображение                                     | Изображение       | Номинал (драмов) | Размеры (мм)    | Основные цвета         | Описание                                                 | Описание                                                                   | Годы выпуска    |
| Лицевая сторона                                 | Оборотная сторона | Номинал (драмов) | Размеры (мм)    | Основные цвета         | Лицевая сторона                                          | Оборотная сторона                                                          | Годы выпуска    |
| ----------------------------------------------- | ----------------- | ---------------- | --------------- | ---------------------- | -------------------------------------------------------- | -------------------------------------------------------------------------- | --------------- |
|                                                 |                   | 2                | 150×80          | красновато- коричневый | герб НКР, монастырь Гандзасар, Св. Григорий Просветитель | Иоанн Креститель и Иисус, распятие, герб НКР                               | 2004            |
|                                                 |                   | 10               | 165×90          | голубовато- зелёный    | герб НКР, Иисус с Евангелием, монастырь Дадиванк         | Худаферинский мост, винная бочка с виноградом, карабахский ковёр, герб НКР | 2004            |
| Масштаб изображений — 1,0 пикселя на миллиметр. |                   |                  |                 |                        |                                                          |                                                                            |                 |